# Caracas (film)
Pour les articles homonymes, voir Caracas (homonymie).
Pour plus de détails, voir Fiche technique et Distribution.
Caracas est un film dramatique italien réalisé par Marco D'Amore et sorti en 2024.
Il s'agit d'une adaptation du roman Napoli ferrovia d'Ermanno Rea, paru en 2007.

## Synopsis
Un écrivain napolitain reconnu rentre chez lui après de nombreuses années et rencontre son vieil ami Caracas qui, ayant laissé derrière lui son passé de néo-nazi, se convertit à l'islam.

## Fiche technique
- Titre original : Caracas[2]
- Réalisateur : Marco D'Amore
- Scénario : Marco D'Amore, Francesco Ghiaccio d'après le roman Napoli ferrovia d'Ermanno Rea[1]
- Photographie : Stefano Meloni
- Montage : Mirko Platania
- Musique : Rodrigo D'Erasmo (it)
- Décors : Stefania Vigna
- Production : Chiara Grassi, Roberto Sessa, Luciano Stella
- Société de production : Picomedia, Mad Entertainment, Vision Distribution
- Pays de production :  Italie
- Langue originale : italien
- Format : couleurs
- Durée : 110 minutes
- Genre : Drame
- Dates de sortie :
  - Italie : 29 février 2024

## Distribution
- Toni Servillo : Giordano Fonte
- Marco D'Amore : Caracas
- Lina Camelia Lumbroso : Yasmina
- Marco Foschi :
- Angela Pagano :
- Brian Salvatore Parisi :